# Calamiana
Calamiana is een monotypisch geslacht van straalvinnige vissen uit de familie van grondels (Gobiidae).

## Soort
- Calamiana illota Larson, 1999